# Irã nos Jogos Olímpicos de Verão de 2024
Irã (português brasileiro) ou Irão (português europeu) competiu nos Jogos Olímpicos de Verão de 2024 realizados em Paris, na França, entre 26 de julho e 11 de agosto de 2024. Foi a 19.ª participação do país nos Jogos Olímpicos de Verão desde a estreia em Paris 1900.
Foi representado por 41 atletas que competiram em 14 esportes. A delegação iraniana contou com uma série de atletas olímpicos e medalhistas olímpicos anteriores, incluindo a taekwondista Nahid Kiani, que se tornou a primeira mulher iraniana a ganhar uma medalha de prata nas Olimpíadas e, assim, superando o feito de Kimia Alizadeh que foi bronze em 2016, e o lutador estilo livre Hassan Yazdani, que ganhou sua terceira medalha olímpica com uma medalha de prata. Um total de 12 medalhas foram conquistadas pelo Irã nestes Jogos, sendo três delas de ouro, colocando o país em 21.º lugar no quadro de medalhas.

## Medalhas
| Atleta               | Esporte   | Evento                            | Medalha |
| -------------------- | --------- | --------------------------------- | ------- |
| Mohammad Hadi Saravi | Lutas     | Greco-romana até 97 kg masculino  | Ouro    |
| Saeid Esmaeili       | Lutas     | Greco-romana até 67 kg masculino  | Ouro    |
| Arian Salimi         | Taekwondo | Mais de 80 kg masculino           | Ouro    |
| Alireza Mohmadi      | Lutas     | Greco-romana até 87 kg masculino  | Prata   |
| Nahid Kiani          | Taekwondo | Até 57 kg feminino                | Prata   |
| Hassan Yazdani       | Lutas     | Livre até 86 kg masculino         | Prata   |
| Mehran Barkhordari   | Taekwondo | Até 80 kg masculino               | Prata   |
| Amir Hossein Zare    | Lutas     | Livre até 125 kg masculino        | Prata   |
| Rahman Amouzad       | Lutas     | Livre até 65 kg masculino         | Prata   |
| Amin Mirzazadeh      | Lutas     | Greco-romana até 130 kg masculino | Bronze  |
| Mobina Nematzadeh    | Taekwondo | Até 49 kg feminino                | Bronze  |
| Amir Ali Azarpira    | Lutas     | Livre até 97 kg masculino         | Bronze  |

## Competidores
Esta foi a participação por modalidade nesta edição:
| Esporte            | Masculino | Feminino | Total |
| ------------------ | --------- | -------- | ----- |
| Atletismo          | 1         | 1        | 2     |
| Canoagem           | 2         | 0        | 2     |
| Ciclismo           | 1         | 0        | 1     |
| Escalada esportiva | 1         | 0        | 1     |
| Esgrima            | 4         | 0        | 4     |
| Ginástica          | 1         | 0        | 1     |
| Halterofilismo     | 2         | 0        | 2     |
| Lutas              | 12        | 0        | 12    |
| Natação            | 1         | 0        | 1     |
| Remo               | 0         | 3        | 3     |
| Taekwondo          | 2         | 2        | 4     |
| Tênis de mesa      | 2         | 1        | 3     |
| Tiro               | 1         | 3        | 4     |
| Tiro com arco      | 0         | 1        | 1     |
| Total              | 30        | 11       | 41    |

## Desempenho

### Atletismo
- Q = Qualificado para a próxima fase
- q = Qualificado para a próxima fase como o perdedor mais rápido ou, em eventos de campo, pela posição sem atingir o alvo para qualificação
- qR = Qualificado para a próxima fase por decisão dos árbitros
- N/A = Fase não aplicável para o evento
- Bye = Atleta não precisou disputar aquela fase

Masculino
Eventos de pista
| Atleta         | Evento | Preliminar | Preliminar | Baterias | Baterias | Semifinal   | Semifinal   | Final       | Final       | Ref.  |
| Atleta         | Evento | Tempo      | Pos.       | Tempo    | Pos.     | Tempo       | Pos.        | Tempo       | Pos.        | Ref.  |
| -------------- | ------ | ---------- | ---------- | -------- | -------- | ----------- | ----------- | ----------- | ----------- | ----- |
| Hassan Taftian | 100 m  | Bye        | Bye        | 10.18    | 5        | Não avançou | Não avançou | Não avançou | Não avançou | [ 5 ] |

Feminino
Eventos de pista
| Atleta          | Evento | Preliminar | Preliminar | Baterias | Baterias | Semifinal   | Semifinal   | Final       | Final       | Ref.  |
| Atleta          | Evento | Tempo      | Pos.       | Tempo    | Pos.     | Tempo       | Pos.        | Tempo       | Pos.        | Ref.  |
| --------------- | ------ | ---------- | ---------- | -------- | -------- | ----------- | ----------- | ----------- | ----------- | ----- |
| Farzaneh Fasihi | 100 m  | Bye        | Bye        | 11.51    | 7        | Não avançou | Não avançou | Não avançou | Não avançou | [ 6 ] |

### Canoagem

#### Velocidade
Masculino
| Atleta               | Evento     | Eliminatórias | Eliminatórias | Quartas | Quartas | Semifinal   | Semifinal   | Final       | Final       | Ref.  |
| Atleta               | Evento     | Tempo         | Pos.          | Tempo   | Pos.    | Tempo       | Pos.        | Tempo       | Pos.        | Ref.  |
| -------------------- | ---------- | ------------- | ------------- | ------- | ------- | ----------- | ----------- | ----------- | ----------- | ----- |
| Mohammad Nabi Rezaei | C-1 1000 m | 4:10.36       | 4             | 3:52.41 | 4       | Não avançou | Não avançou | Não avançou | Não avançou | [ 7 ] |
| Ali Aghamirzaei      | K-1 1000 m | 3:36.58       | 6             | 3:33.78 | 3       | Não avançou | Não avançou | Não avançou | Não avançou | [ 8 ] |

### Ciclismo

#### Estrada
Masculino
| Atleta    | Evento             | Tempo   | Pos. | Ref.  |
| --------- | ------------------ | ------- | ---- | ----- |
| Ali Labib | Corrida em estrada | 6:46:33 | 76   | [ 9 ] |

### Escalada esportiva
Velocidade
| Atleta       | Evento    | Qualificação | Qualificação | Qualificação | Qualificação | Eliminatórias           | Eliminatórias | Quartas                      | Semifinal                  | Final / DB               | Final / DB | Ref.   |
| Atleta       | Evento    | Linha A      | Linha B      | Tempo        | Pos.         | Adversário Tempo        | Pos.          | Adversário Tempo             | Adversário Tempo           | Adversário Tempo         | Pos.       | Ref.   |
| ------------ | --------- | ------------ | ------------ | ------------ | ------------ | ----------------------- | ------------- | ---------------------------- | -------------------------- | ------------------------ | ---------- | ------ |
| Reza Alipour | Masculino | 5.06         | 5.18         | 5.06         | 6            | NZL J David D 5.26–5.20 | 8 q           | KAZ A Maimuratov V 5.57–6.14 | INA V Leonardo D 4.84–4.78 | USA S Watson D 4.88–4.74 | 4          | [ 10 ] |

### Esgrima
Masculino
| Atleta                                                      | Evento            | Fase de 64           | Fase de 32            | Oitavas de final     | Quartas de final           | Semifinal            | Final                | Final       | Ref.   |
| Atleta                                                      | Evento            | Adversário Resultado | Adversário Resultado  | Adversário Resultado | Adversário Resultado       | Adversário Resultado | Adversário Resultado | Pos.        | Ref.   |
| ----------------------------------------------------------- | ----------------- | -------------------- | --------------------- | -------------------- | -------------------------- | -------------------- | -------------------- | ----------- | ------ |
| Ali Pakdaman                                                | Sabre             | Bye                  | JPN K Yoshida V 15–11 | KOR Oh S-u D 10–15   | Não avançou                | Não avançou          | Não avançou          | Não avançou | [ 11 ] |
| Mohammad Rahbari                                            | Sabre             | Bye                  | FRA S Patrice D 13–15 | Não avançou          | Não avançou                | Não avançou          | Não avançou          | Não avançou | [ 12 ] |
| Mohammad Fotouhi                                            | Sabre             | MEX G Zea D 13–15    | Não avançou           | Não avançou          | Não avançou                | Não avançou          | Não avançou          | Não avançou | [ 13 ] |
| Ali Pakdaman Mohammad Rahbari Mohammad Fotouhi Farzad Baher | Sabre por equipes | Bye                  | Bye                   | Bye                  | USA Estados Unidos V 45–44 | HUN Hungria D 43–45  | FRA França D 25–45   | 4           | [ 14 ] |

### Ginástica

#### Artística
Masculino
| Atleta       | Evento           | Qualificação | Qualificação | Qualificação | Qualificação | Qualificação | Qualificação | Qualificação | Qualificação | Final       | Final       | Final       | Final       | Final       | Final       | Final       | Final       | Ref.   |
| Atleta       | Evento           | Aparelho     | Aparelho     | Aparelho     | Aparelho     | Aparelho     | Aparelho     | Total        | Pos.         | Aparelho    | Aparelho    | Aparelho    | Aparelho    | Aparelho    | Aparelho    | Total       | Pos.        | Ref.   |
| Atleta       | Evento           | F            | PH           | R            | V            | PB           | HB           | Total        | Pos.         | F           | PH          | R           | V           | PB          | HB          | Total       | Pos.        | Ref.   |
| ------------ | ---------------- | ------------ | ------------ | ------------ | ------------ | ------------ | ------------ | ------------ | ------------ | ----------- | ----------- | ----------- | ----------- | ----------- | ----------- | ----------- | ----------- | ------ |
| Mahdi Olfati | Individual geral | —            | —            | —            | 14.583       | —            | —            | 14.583       | —            | Não avançou | Não avançou | Não avançou | Não avançou | Não avançou | Não avançou | Não avançou | Não avançou | [ 15 ] |
| Mahdi Olfati | Salto            | —            | —            | —            | 14.583       | —            | —            | 14.583       | 8 Q          | —           | —           | —           | 14.266      | —           | —           | 14.266      | 7           | [ 15 ] |

### Halterofilismo
Masculino
| Atleta            | Evento         | Arranco | Arranco | Arremesso | Arremesso | Total | Pos. | Ref.   |
| Atleta            | Evento         | Result. | Pos.    | Result.   | Pos.      | Total | Pos. | Ref.   |
| ----------------- | -------------- | ------- | ------- | --------- | --------- | ----- | ---- | ------ |
| Mirmostafa Javadi | Até 89 kg      | 168     | 6       | 204       | 5         | 372   | 5    | [ 16 ] |
| Ali Davoudi       | Mais de 102 kg | 205     | 4       | 242       | 4         | 447   | 4    | [ 17 ] |

### Lutas

#### Greco-romana
Masculino
| Atleta               | Evento     | Oitavas              | Quartas                  | Semifinais            | Repescagem            | Final / DB                | Final / DB        | Ref.   |
| Atleta               | Evento     | Adversário Resultado | Adversário Resultado     | Adversário Resultado  | Adversário Resultado  | Adversário Resultado      | Pos.              | Ref.   |
| -------------------- | ---------- | -------------------- | ------------------------ | --------------------- | --------------------- | ------------------------- | ----------------- | ------ |
| Mehdi Mohsennejad    | Até 60 kg  | ALG A Fergat V 9–0   | JPN K Fumita D 0–9       | Não avançou           | CUB K de Armas V 10–1 | KGZ Z Sharshenbekov D 1–3 | =5                | [ 18 ] |
| Saeid Esmaeili       | Até 67 kg  | ALG I Ghaiou V 10–0  | CUB L Orta V 9–0         | ARM S Galstyan V 10–4 | —                     | UKR P Nasibov V 6–5       | Medalha de ouro   | [ 19 ] |
| Amin Kavianinejad    | Até 77 kg  | CUB Y Peña V 1–1     | ARM M Amoyan D 0–3       | Não avançou           | Não avançou           | Não avançou               | Não avançou       | [ 20 ] |
| Alireza Mohmadi      | Até 87 kg  | COL C Muñoz V 9–0    | POL A Kułynycz V 10–1    | UKR Z Beleniuk V 3–3  | —                     | BUL S Novikov D 0–7       | Medalha de prata  | [ 21 ] |
| Mohammad Hadi Saravi | Até 97 kg  | USA J Rau V 10–1     | KGZ U Dzhuzupbekov V 8–0 | EGY M Gabr V 6–0      | —                     | ARM A Aleksanyan V 4–1    | Medalha de ouro   | [ 22 ] |
| Amin Mirzazadeh      | Até 130 kg | USA A Coon V 3–1     | CUB M López D 1–3        | Não avançou           | KOR Lee S-c V 9–0     | AZE S Shariati V 4–0      | Medalha de bronze | [ 23 ] |

#### Livre
Masculino
| Atleta            | Evento     | Qualificação         | Oitavas                | Quartas               | Semifinais            | Repescagem           | Final / DB                | Final / DB        | Ref.   |
| Atleta            | Evento     | Adversário Resultado | Adversário Resultado   | Adversário Resultado  | Adversário Resultado  | Adversário Resultado | Adversário Resultado      | Pos.              | Ref.   |
| ----------------- | ---------- | -------------------- | ---------------------- | --------------------- | --------------------- | -------------------- | ------------------------- | ----------------- | ------ |
| Alireza Sarlak    | Até 57 kg  | —                    | JPN R Higuchi D W.O.   | Não avançou           | Não avançou           | PUR D Cruz D W.O.    | Não avançou               | Não avançou       | [ 24 ] |
| Rahman Amouzad    | Até 65 kg  | —                    | USA Z Retherford V 8–0 | ALB I Dudaev V 11–0   | HUN I Musukaev V 10–0 | —                    | JPN K Kiyooka D 3–10      | Medalha de prata  | [ 25 ] |
| Younes Emami      | Até 74 kg  | ITA F Chamizo V 9–4  | GBS B Ndum V 10–0      | USA K Dake D 1–11     | Não avançou           | Não avançou          | Não avançou               | Não avançou       | [ 26 ] |
| Hassan Yazdani    | Até 86 kg  | —                    | AUS J Lawrence V 10–0  | GRE D Kurugliev V 9–4 | SMR M Amine V 7–1     | —                    | BUL M Ramazanov D 1–7     | Medalha de prata  | [ 27 ] |
| Amir Ali Azarpira | Até 97 kg  | —                    | BRN A Tazhudinov D 3–4 | Não avançou           | Não avançou           | KAZ A Yergali V 6–1  | USA K Snyder V 4–1        | Medalha de bronze | [ 28 ] |
| Amir Hossein Zare | Até 125 kg | —                    | KGZ A Lazarev V 5–0    | CAN A Dhesi V 10–0    | TUR T Akgül V 2–1     | —                    | GEO G Petriashvili D 9–10 | Medalha de prata  | [ 29 ] |

### Natação
Masculino
| Atleta        | Evento      | Eliminatórias | Eliminatórias | Semifinal   | Semifinal   | Final       | Final       | Ref.   |
| Atleta        | Evento      | Tempo         | Pos.          | Tempo       | Pos.        | Tempo       | Pos.        | Ref.   |
| ------------- | ----------- | ------------- | ------------- | ----------- | ----------- | ----------- | ----------- | ------ |
| Samyar Abdoli | 100 m livre | 50.63         | 48            | Não avançou | Não avançou | Não avançou | Não avançou | [ 30 ] |

### Remo
Feminino
| Atleta                     | Evento           | Baterias | Baterias | Repescagem | Repescagem | Quartas | Quartas | Semifinais  | Semifinais  | Final   | Final | Ref.          |
| Atleta                     | Evento           | Tempo    | Pos.     | Tempo      | Pos.       | Tempo   | Pos.    | Tempo       | Pos.        | Tempo   | Pos.  | Ref.          |
| -------------------------- | ---------------- | -------- | -------- | ---------- | ---------- | ------- | ------- | ----------- | ----------- | ------- | ----- | ------------- |
| Fatemeh Mojallal           | Skiff simples    | 8:01.30  | 4 R      | 7:56.48    | 1 QF       | 8:00.37 | 6 S/CD  | 8:06.23     | 6 FD        | 7:46.08 | 21    | [ 31 ]        |
| Mahsa Javar Zeinab Norouzi | Skiff duplo leve | 7:35.97  | 4 R      | 7:35.56    | 4 FC       | —       | —       | Não avançou | Não avançou | 7:14.32 | 16    | [ 32 ] [ 33 ] |

Legenda: FA = Final A (disputa de medalha); FB = Final B (sem disputa de medalha); FC = Final C (sem disputa de medalha); FD = Final D (sem disputa de medalha); FE = Final E (sem disputa de medalha); FF = Final F (sem disputa de medalha); SA/B = Semifinais A/B; SC/D = Semifinais C/D; SE/F = Semifinais E/F; QF = Quartas; R = Repescagem

### Taekwondo
Masculino
| Atleta             | Evento        | Oitavas                | Quartas              | Semifinais           | Repescagem           | Final / DB             | Final / DB       | Ref.   |
| Atleta             | Evento        | Adversário Resultado   | Adversário Resultado | Adversário Resultado | Adversário Resultado | Adversário Resultado   | Pos.             | Ref.   |
| ------------------ | ------------- | ---------------------- | -------------------- | -------------------- | -------------------- | ---------------------- | ---------------- | ------ |
| Mehran Barkhordari | Até 80 kg     | UZB J Jaysunov V 2–1   | ITA S Alessio V 2–1  | KOR Seo G-w V 2–1    | —                    | TUN F Katoussi D 0–2   | Medalha de prata | [ 34 ] |
| Arian Salimi       | Mais de 80 kg | UZB N Rafalovich V 2–0 | MEX C Sansores V 2–1 | CRO I Šapina V 2–1   | —                    | GBR C Cunningham V 2–1 | Medalha de ouro  | [ 35 ] |

Feminino
| Atleta            | Evento    | Oitavas              | Quartas              | Semifinais           | Repescagem           | Final / DB           | Final / DB        | Ref.   |
| Atleta            | Evento    | Adversário Resultado | Adversário Resultado | Adversário Resultado | Adversário Resultado | Adversário Resultado | Pos.              | Ref.   |
| ----------------- | --------- | -------------------- | -------------------- | -------------------- | -------------------- | -------------------- | ----------------- | ------ |
| Mobina Nematzadeh | Até 49 kg | LES M Tau V 2–0      | ESP A Cerezo V 2–0   | CHN Guo Q D 0–2      | Bye                  | KSA D Abutaleb V 2–0 | Medalha de bronze | [ 36 ] |
| Nahid Kiani       | Até 57 kg | BUL K Alizadeh V 2–1 | TUN C Toumi V 2–1    | LBN L Aoun V 2–0     | —                    | KOR Kim Y-j D 0–2    | Medalha de prata  | [ 37 ] |

### Tênis de mesa
Masculino
| Atleta         | Evento  | Preliminar           | Primeira rodada      | Segunda rodada       | Oitavas de final     | Quartas de final     | Semifinal            | Final                | Final       | Ref.   |
| Atleta         | Evento  | Adversário Resultado | Adversário Resultado | Adversário Resultado | Adversário Resultado | Adversário Resultado | Adversário Resultado | Adversário Resultado | Pos.        | Ref.   |
| -------------- | ------- | -------------------- | -------------------- | -------------------- | -------------------- | -------------------- | -------------------- | -------------------- | ----------- | ------ |
| Noshad Alamian | Simples | Bye                  | NGR O Omotayo V 4–1  | JPN T Harimoto D 2–4 | Não avançou          | Não avançou          | Não avançou          | Não avançou          | Não avançou | [ 38 ] |
| Nima Alamian   | Simples | Bye                  | TPE Kao C-j D 1–4    | Não avançou          | Não avançou          | Não avançou          | Não avançou          | Não avançou          | Não avançou | [ 39 ] |

Feminino
| Atleta          | Evento  | Preliminar           | Primeira rodada      | Segunda rodada       | Oitavas de final     | Quartas de final     | Semifinal            | Final                | Final       | Ref.   |
| Atleta          | Evento  | Adversário Resultado | Adversário Resultado | Adversário Resultado | Adversário Resultado | Adversário Resultado | Adversário Resultado | Adversário Resultado | Pos.        | Ref.   |
| --------------- | ------- | -------------------- | -------------------- | -------------------- | -------------------- | -------------------- | -------------------- | -------------------- | ----------- | ------ |
| Neda Shahsavari | Simples | Bye                  | FRA P Pavade D 1–4   | Não avançou          | Não avançou          | Não avançou          | Não avançou          | Não avançou          | Não avançou | [ 40 ] |

### Tiro
Masculino
| Atleta              | Evento         | Qualificação | Qualificação | Final       | Final       | Ref.   |
| Atleta              | Evento         | Marca        | Pos.         | Marca       | Pos.        | Ref.   |
| ------------------- | -------------- | ------------ | ------------ | ----------- | ----------- | ------ |
| Mohammad Beiranvand | Fossa olímpica | 117          | 24           | Não avançou | Não avançou | [ 41 ] |

Feminino
| Atleta                   | Evento              | Qualificação | Qualificação | Final       | Final       | Ref.   |
| Atleta                   | Evento              | Marca        | Pos.         | Marca       | Pos.        | Ref.   |
| ------------------------ | ------------------- | ------------ | ------------ | ----------- | ----------- | ------ |
| Shermineh Chehel Amirani | Carabina de ar 10 m | 630.0        | 11           | Não avançou | Não avançou | [ 42 ] |
| Fatemeh Amini            | Carabina de ar 10 m | 626.2        | 26           | Não avançou | Não avançou | [ 43 ] |
| Hanieh Rostamian         | Pistola de ar 10 m  | 571          | 22           | Não avançou | Não avançou | [ 44 ] |
| Hanieh Rostamian         | Pistola livre 25 m  | 588          | 3 Q          | 19          | 6           | [ 44 ] |

### Tiro com arco
Feminino
| Atleta        | Evento     | Ranqueamento | Ranqueamento | Fase de 64           | Fase de 32           | Oitavas              | Quartas              | Semifinal            | Final / DB           | Final / DB  | Ref.   |
| Atleta        | Evento     | Total        | Pos.         | Adversário Resultado | Adversário Resultado | Adversário Resultado | Adversário Resultado | Adversário Resultado | Adversário Resultado | Pos.        | Ref.   |
| ------------- | ---------- | ------------ | ------------ | -------------------- | -------------------- | -------------------- | -------------------- | -------------------- | -------------------- | ----------- | ------ |
| Mobina Fallah | Individual | 652          | 28           | VIE Đỗ T V 6–5       | TUR E Gökkır D 0–6   | Não avançou          | Não avançou          | Não avançou          | Não avançou          | Não avançou | [ 45 ] |